# Kazimierz Deyna
Kazimierz Deyna (Starogard Gdański, 23 de outubro de 1947 – San Diego, 1 de setembro de 1989) foi um futebolista polonês. Considerado, por muitos, o maior jogador da história do Futebol Polonês.

## Carreira

### Na Polônia
Após rápido início profissional no ŁKS Łódź em 1966 (jogou apenas uma partida), decolou a carreira no Legia Varsóvia, clube que passaria a defender ainda aquele ano e onde ficaria nos próximos doze, conquistando seu primeiro campeonato polonês em 1969, sendo bi no ano seguinte.
Estreou pela Seleção Polonesa em 1968. Por ela, destacou-se nas Olimpíadas de 1972, em Munique. Foi artilheiro da competição e medalha de ouro, marcando os dois gols na vitória por 2 x 1 na final contra a Hungria. Voltou com a seleção à Alemanha Ocidental dois anos depois, para a disputa da Copa de 1974, onde, em seu primeiro mundial, conquistou a medalha de bronze com vitória sobre o Brasil - a melhor colocação da Polônia em Copas.
Voltaria às Olimpíadas em 1976, nos Jogos de Montreal, desta vez ficando com a prata, após a derrota na final para a Alemanha Oriental. Em sua segunda Copa, a de 1978, Deyna foi o capitão da Seleção, que sucumbiu na segunda fase de grupos frente à anfitriã Argentina e ao Brasil.

### Exterior e morte
Após a Copa de 1978, transferiu-se para o Manchester City da Inglaterra, tendo permissão para jogar fora do país por já ter ultrapassado os 30 anos de idade, semelhantemente com seu colega Jan Tomaszewski, goleiro da Seleção. Em 1981, Deyna apareceu no filme Fuga para a Vitória, com Pelé, Bobby Moore e Osvaldo Ardiles, e estrelado por Sylvester Stallone.
Ainda em 1981, foi jogar nos Estados Unidos, no San Diego Sockers, onde em 1984 encerrou a carreira. Morreria tragicamente cinco anos depois, em um acidente de carro. Escolhido em 1994 como o melhor jogador polonês da história pela Associação Polonesa de Futebol, sua camisa 10 foi aposentada pelo Legia.

## Títulos
Legia Varsóvia
- Campeonato Polonês: 1968—69, 1969—70
- Copa da Polônia: 1966, 1973

Seleção Polonesa
- Jogos Olímpicos: 1972

### Campanhas em destaque
Seleção Polonesa
- Jogos Olímpicos - Medalha de Prata: 1976
- Copa do Mundo FIFA - Terceiro Lugar: 1974

## Galeria de imagens

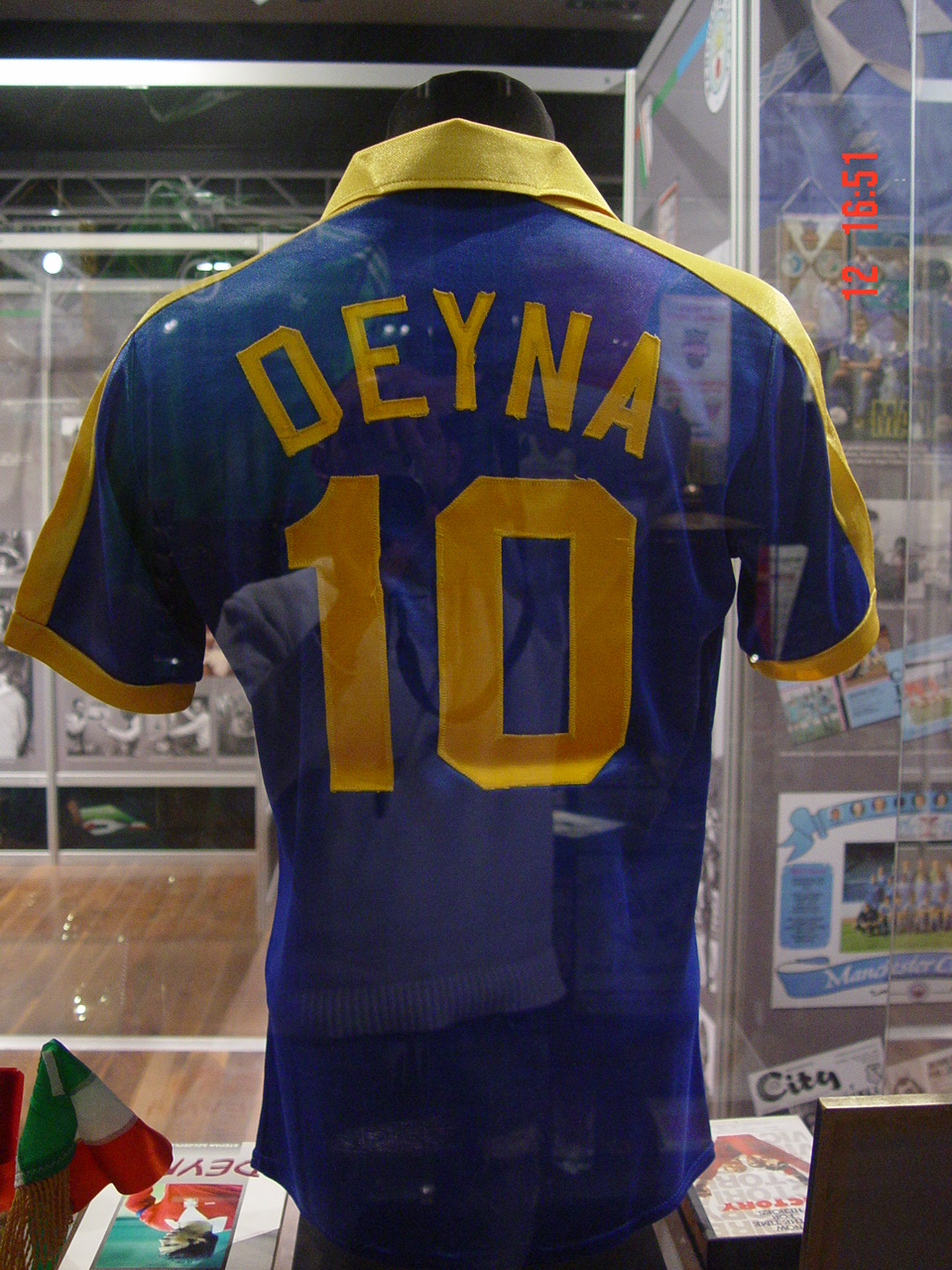
Camisa usada por Deyna no San Diego Sockers
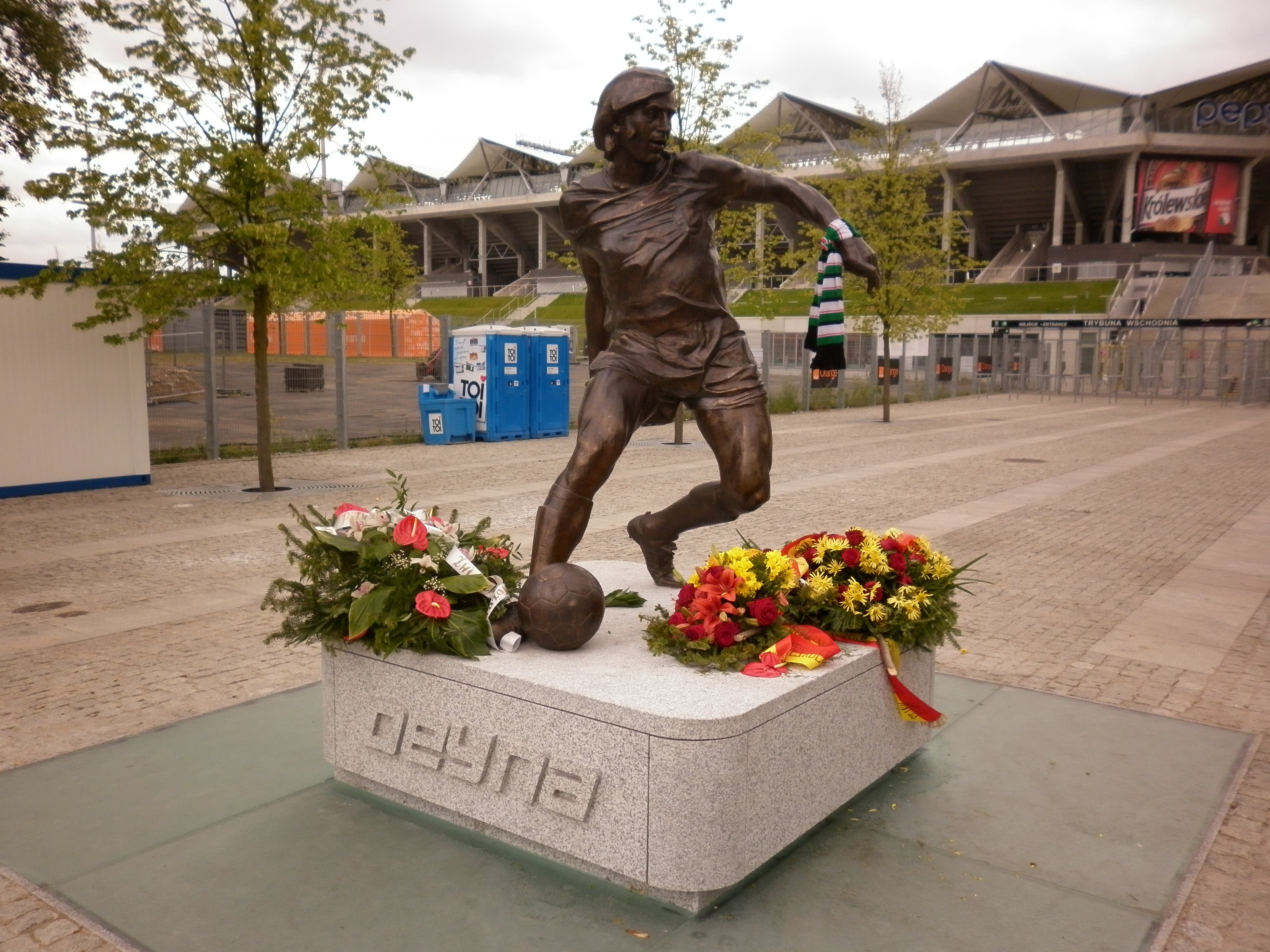
Estátua construída em homenagem a Deyna
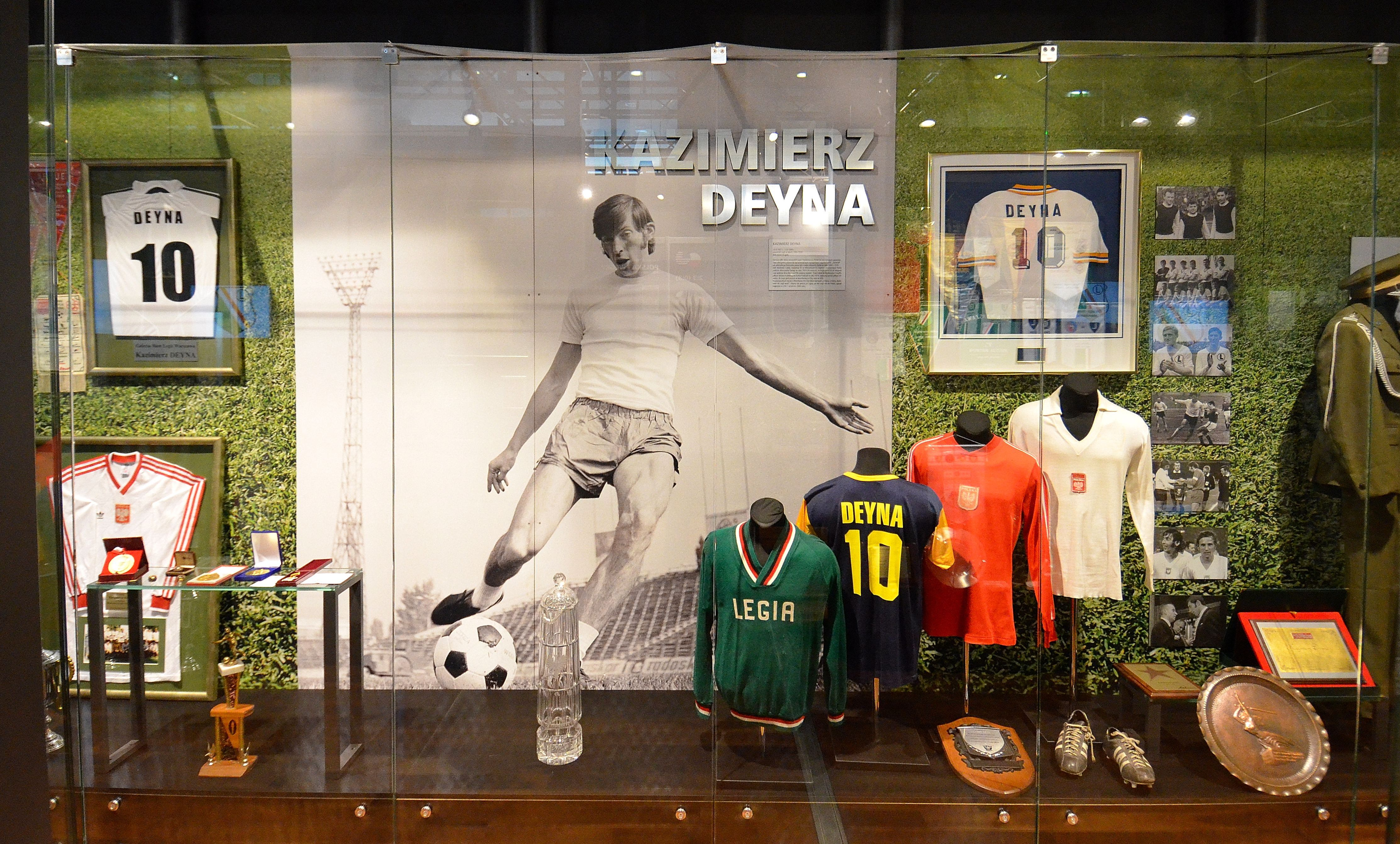
Exposição em homenagem a Deyna, feita no museu do Légia Varsóvia.
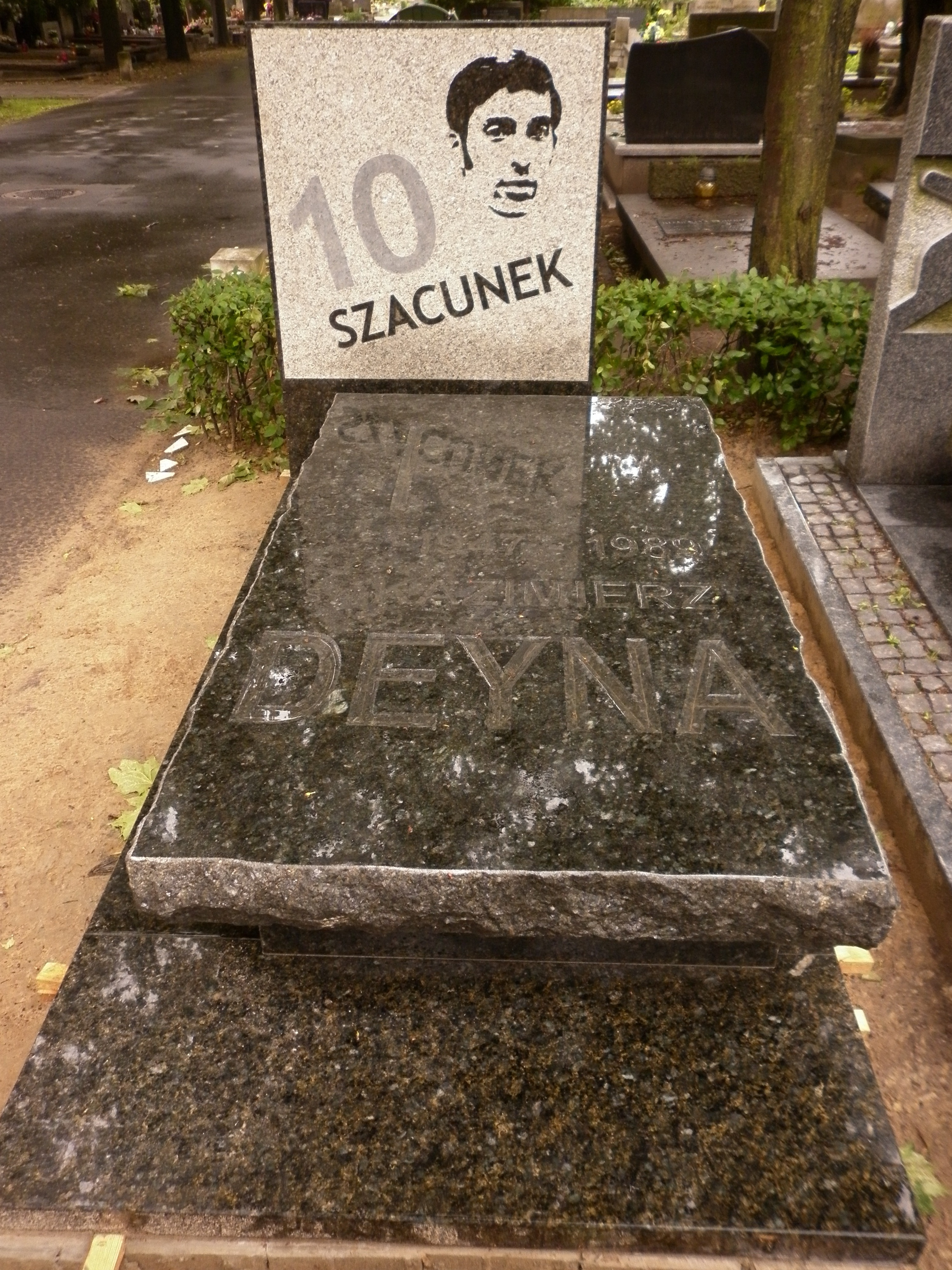
Túmulo do ex-jogador